# Ben McLemore
Ben McLemore III (St. Louis, 11 de fevereiro de 1993) é um ex-jogador de basquetebol profissional norte-americano, Ele jogou basquete universitário no Kansas Jayhawks e era conhecido por sua habilidade atlética, complementada por seu excelente arremesso. McLemore foi a sétima escolha do Draft da NBA de 2013.
Em 9 de julho de 2025, foi condenado a mais de 8 anos de prisão por estupro. McLemore cometeu o crime em uma festa que ocorreu em 2021, quando atuava pelo Portland Trail Blazers.

## Estatísticas na NBA

### Temporada Regular
| Ano      | Equipe           | PJ | PT | MPJ  | AP   | 3P   | LL   | RT  | AS  | BR  | TO  | PPJ |
| -------- | ---------------- | -- | -- | ---- | ---- | ---- | ---- | --- | --- | --- | --- | --- |
| 2013-14  | Sacramento Kings | 82 | 55 | 26.7 | .376 | .320 | .804 | 2.9 | 1.0 | 0.5 | 0.5 | 8.8 |
| Carreira |                  | 82 | 55 | 26.7 | .376 | .320 | .804 | 2.9 | 1.0 | 0.5 | 0.5 | 8.8 |